# Liste der Baudenkmäler in Terheeg
Die Liste der Baudenkmäler in Terheeg enthält die denkmalgeschützten Bauwerke auf dem Gebiet der Stadt Erkelenz im Kreis Heinsberg in Nordrhein-Westfalen (Stand: Oktober 2011). Diese Baudenkmäler sind in der Denkmalliste der Stadt Erkelenz eingetragen; Grundlage für die Aufnahme ist das Denkmalschutzgesetz Nordrhein-Westfalen (DSchG NRW).

| Bild           | Bezeichnung       | Lage                                   | Beschreibung | Bauzeit | Eingetragen seit  | Denkmal- nummer |
| -------------- | ----------------- | -------------------------------------- | --- | ------- | ----------------- | --------------- |
| weitere Bilder | Kapelle St. Lucia | Terheeg In Terheeg / Am Grubusch Karte | Es handelt sich um eine 1751 fertiggestellte Kapelle. Diese wurde am 14. Februar 1945 durch eine Bombe zerstört und nach dem Kriege wieder aufgebaut. Die unverzichtbar zum Denkmal gehörende Verglasung des Chorraumes wurde 1957 geschaffen. Die Konsekration fand im September 1957 statt. | 1751    | 18. November 1993 | 175             |
| Wohnhaus       | Wohnhaus          | Terheeg In Terheeg 217 Karte           | Fachwerkwinkelhof, das Erdgeschoss zum Teil in Backstein, giebelständiges Wohnhaus, Front verputzt, zweigeschossig in drei Achsen, Gewölbekeller. | 17. Jh. | 14. Mai 1985      | 287             |
| Wohnhaus       | Wohnhaus          | Terheeg In Terheeg 239 Karte           | Vierflügelige Hofanlage von 1869. Die dreiflügelige Hofanlage wurde nach dem Zweiten Weltkrieg durch einen weiteren Flügel zur vierflügeligen Anlage geschlossen. Die ursprüngliche Hofanlage wurde nach dem Brand des Vorgängerhofes an anderer Stelle 1869 neu errichtet. Bemerkenswerterweise sind die gekuppelten Toreinfahrten im Wirtschaftshof und in der Scheune. Das zweigeschossige fünfachsige Wohnhaus verfügt über eine mittlere Hauseingangstür mit klassizistischem Blausteingewände und Blausteinfensterbänken. Auf der rechten Seite befindet sich eine korbbogige Toreinfahrt. | 1869    | 7. Juni 1990      | 95              |